# شیلدبرت دوم
شیلدبرت دوم (زادهٔ ۵۷۰ – درگذشتهٔ ۵۹۵) پادشاه مروونژی اوسترازیا (شامل پرووانس) از ۵۷۵ و بورگوندی از ۵۹۲ تا هنگام مرگش در ۵۹۵ بود.

## زندگینامه
شیلدبرت بزرگترین پسر سیگبرت یکم، پادشاه اوسترازیا بود. پس از آنکه سیگبرت در سال ۵۷۵ به‌قتل رسید گوندوبالد، یکی از لردهای وفادار به شیلدبرت، او را از پاریس به متز، پایتخت اوسترازیا برد و شیلدبرت در آنجا در حالی‌که ۵ سال بیشتر نداشت بر تخت پادشاهی نشست. از آنجا که شیلدبرت هنوز بسیار خردسال بود، قدرت در دستان مادرش برونهیلدا و نجیب‌زادگانی قرار گرفت که بر سر آن با یکدیگر در مناقشه بودند.
از سوی دیگر شیلپریک یکم، پادشاه پاریس و گونترام، پادشاه بورگوندی که خواهان اتحاد با شیلدبرت بودند او را به فرزندخواندگی خود پذیرفتند. اما از آنجا که گونترام خداوندگار نیمی از مارسی بود، ناحیهٔ پرووانس برای مدتی مورد مناقشهٔ دو پادشاه قرار گرفت.
با قتل شیلپریک در ۵۸۴ و تهدید سلطنت فرانک‌ها در ۵۸۵ از سوی گوندووالد، پسر نامشروع کلوتار یکم و غاصب پادشاهی آکیتن، شیلدبرت توجوان خود را تحت حمایت عمویش گونترام قرار داد. پیمان‌نامهٔ آندولو در ۵۸۷ بین گونترام، پادشاه بورگوندی و برونهیلدا، شهبانوی اوسترازیا امضا شد و شیلدبرت، جانشین گونترام پس از او گردید. شیلدبرت سپس با کمک عمویش توانست شورش‌های نجیب‌زادگان را سرکوب کرده و قلعهٔ Woëwre را تسخیر نماید. در این میان فردگوند، همسر شیلپریک و کسی که گفته می‌شود سیگبرت یکم به‌فرمان او به‌قتل رسید، در صدد بود تا پسر خودش کلوتار دوم را میراث‌دار گونترام نماید و به‌همین دلیل چندین بار تلاش نمود تا شیلدبرت را بکشد.
گونترام در ۵۹۲ درگذشت و شیلدبرت که اینک جانشین عمویش شده‌بود بورگوندی را به قلمرو خود ضمیمه کرد. او حتی در این اندیشه بود تا قلمرو کلوتار را نیز تصاحب نموده و خود یگانه پادشاه فرانک‌ها شود. اما او در ۵۹۵ درگذشت و نتوانست تصمیمش را عملی سازد.
شیلدبرت دوم روابطی نیز با امپراتوری بیزانس داشت و چندین بار به‌نام امپراتور موریس علیه لمباردها در ایتالیا جنگیده بود اما موفقیتی به‌دست نیاورده بود.